# امشب در منزل آلیس
امشب در منزل آلیس (انگلیسی: Tonight at Alice's) یک فیلم کمدی ایتالیایی به کارگردانی کارلو وردونه است که در سال ۱۹۹۰ منتشر شد.

## بازیگران
- کارلو وردونه
- سرجو کاستلیتو
- اورنلا موتی
- ایوون شو
- چینتسیا لئونه
- فرانچسکا دالویا
- پائولو پائولینی
- جان کارلسن
- ماریا تدسکی